# Liste von Persönlichkeiten der Stadt Görlitz
Görlitz war in den vielen Jahrhunderten seiner Geschichte Geburts-, Wirkungs- und Sterbeort zahlreicher bedeutender Persönlichkeiten.

## Bekannte, in Görlitz geborene Personen
Die folgende Übersicht enthält überregional bekannte, in Görlitz geborene Personen, unabhängig davon, ob diese ihren späteren Wirkungskreis in Görlitz hatten, chronologisch aufgelistet nach dem Geburtsjahr.

### Bis 1800

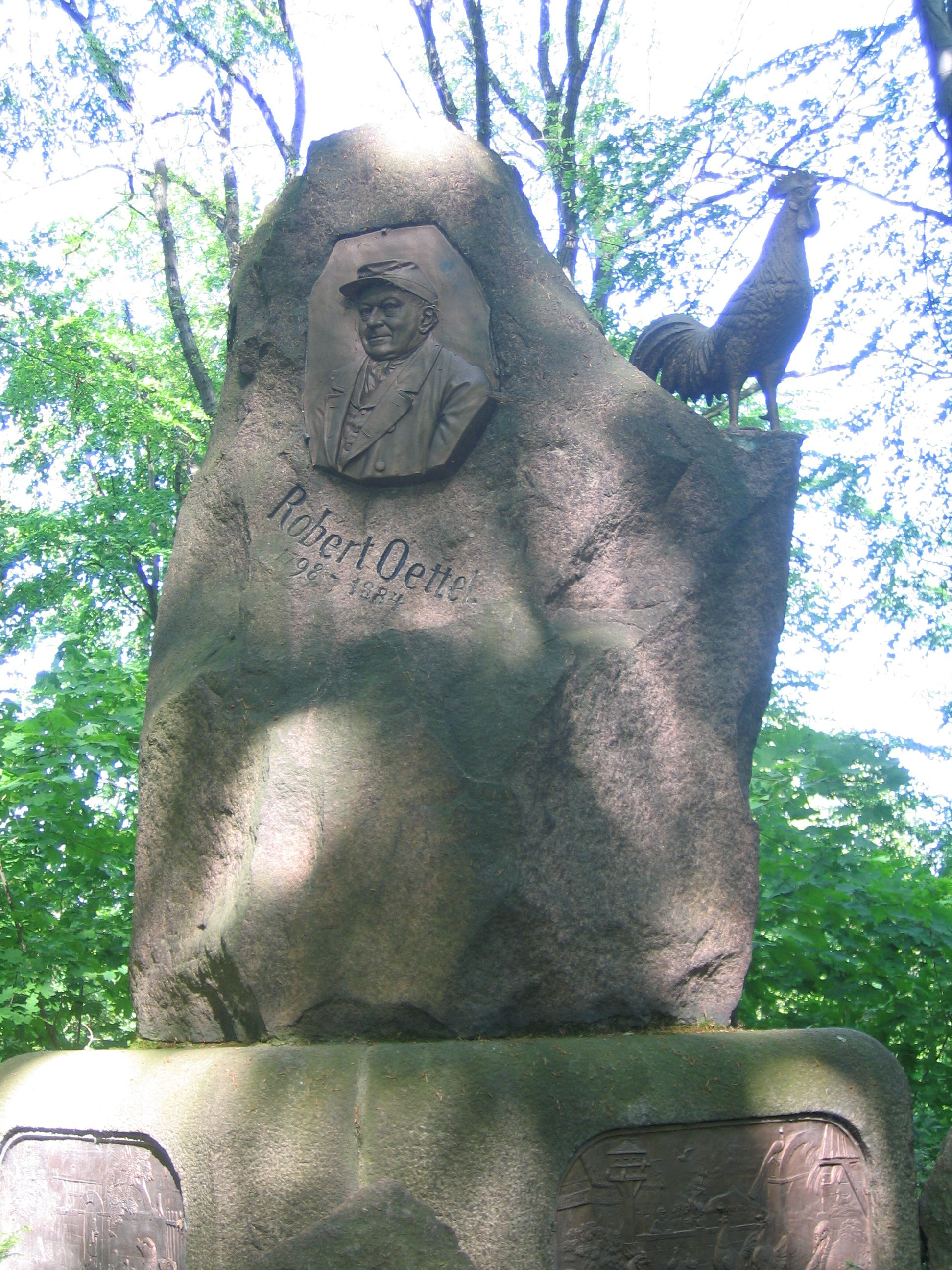
Oettel-Denkmal in Görlitz

- 1463; † 16. September 1526 in Görlitz – Hans Frenzel der Reiche, Kaufmann, Biereigner und Bauherr
- vor 1500; † 28. Juni 1545 – Paul Schneider, Görlitzer Konsul und Richter
- 16. Jahrhundert; † 1559 – Matthäus Friderich, Geistlicher und Kirchenlieddichter
- 1527; † 1. September 1595 Balthasar Dietrich, evangelischer Pfarrer
- 14. Mai 1540; † 21. Juni 1614 in Görlitz – Bartholomäus Scultetus, Bürgermeister, Stadtrichter, Kartograph, Astronom und Mathematiker
- 5. November 1542 in Görlitz; † 27. Juli 1611 ebenda – Martin Mylius, Dichter, Historiker, Theologe, Philosoph, Rektor, Lehrer und Schriftsteller
- 1547 in Görlitz; † 1. August 1617 ebenda – Georg Hildreich, Bürgermeister von Görlitz
- 1556; † 25. März 1620 in Himmelwitz – Johannes Nucius, Komponist
- 25. August 1563; † vor 1620 in Breslau – Thomas Fritsch, Geistlicher und Komponist
- 23. April 1699; † 27. November 1764 in Görlitz – Gottfried Geyser, lutherischer Theologe
- 8. Mai 1703; † 9. Juli 1755 in Karlsbad – Johann Gottlob Harrer, Komponist und Thomaskantor
- 2. Februar 1720; † 8. Januar 1802 – Johann Gottlob Modrach, Bürgermeister von Görlitz
- 17. Mai 1732; † 6. Mai 1796 in Görlitz – Johann Carl Gehler, Arzt, Anatom und Mineraloge
- 4. April 1734; † 25. Februar 1819 in Niesky – Johann Gottfried Schultz, Jurist und Zeichner der Oberlausitz
- 12. Januar 1740; † 15. Juni 1808 in Kiel – Samuel Gottfried Geyser, Pädagoge und evangelischer Theologe
- 20. August 1742; † 24. März 1803 in Eutritzsch – Christian Gottlieb Geyser, Maler und Kupferstecher
- 12. September 1742; † 16. August 1823 in Riga – Johann Christoph Brotze, Pädagoge und Ethnograph
- 29. November 1748; † 1. Januar 1800 in Mitau – Karl August Kütner, Dichter und Literaturhistoriker
- 1. November 1751; † 16. Oktober 1795 in Leipzig – Johann Samuel Traugott Gehler, Physiker und Jurist
- 29. August 1753; † 9. März 1833 – Johann Friedrich Dietrich, königlich-sächsischer Kommissionsrat, Amtmann und Autor
- 11. Dezember 1759; † 13. Juli 1831 in Görlitz – Samuel Traugott Neumann, Rechtswissenschaftler und Bürgermeister der Stadt Görlitz
- 15. September 1765; † 11. Dezember 1831 in Berlin – Karl Gottlieb Behrnauer, Jurist, Bürgermeister der Stadt Zittau und Geheimer Oberregierungsrat im preußischen Ministerium des Innern
- 28. Januar 1767; † 1807 – Christian August Struve, Arzt, Apothekenbesitzer und Dichter
- 8. Oktober 1767; † 24. Februar 1840 – Johann Gottlieb Schober, Geistlicher
- 1. Juni 1777; † 6. Juni 1831 – Johann Gotthelf Neumann, Archidiakon an St. Peter und Paul, Bibliothekar und Sekretär der Oberlausitzischen Gesellschaft der Wissenschaften
- 23. November 1798; † 14. März 1884 in Görlitz – Robert Oettel, Begründer der deutschen Rassegeflügelzucht
- 12. September 1800; † 15. Februar 1875 in Görlitz – Friedrich von Uechtritz, Dichter und Jurist

### 19. Jahrhundert

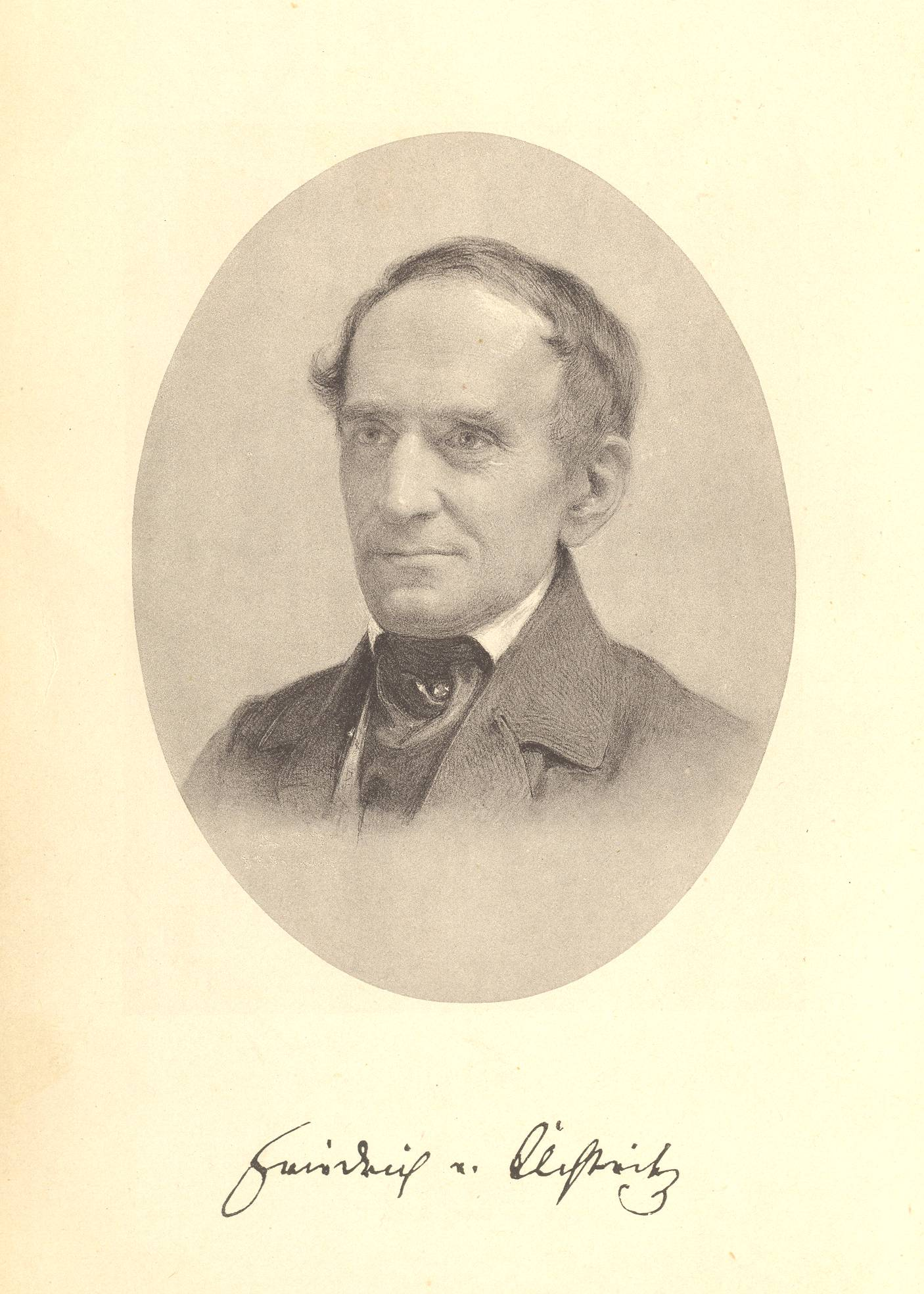
Lithografie des Friedrich von Uechtritz

- 6. Mai 1804; † 1. April 1870 in Görlitz – Johann Carl Otto Jancke, Bibliothekar
- 18. Juni 1805; † 7. Mai 1876 in Görlitz – David Richter, Forscher, Erbauer zahlreicher astronomischer Modelle und Apparaturen
- 12. Mai 1807; † 1883 in Görlitz – Gustav Kießler, Maurermeister und Bauunternehmer; beteiligt am Bau des Görlitzer Theaters, ersten Görlitzer Bahnhofes und des Neißeviaduktes
- 7. Mai 1823; † 12. August 1856 in Görlitz – Theodor Neumann, Lokalhistoriker und Zeitschriften-Herausgeber
- 5. September 1827; † 4. Oktober 1910 in Potsdam – Constantin Richter, leitender Beamter im Reichsmarineamt
- 26. Juni 1828; † 31. März 1894 in Leipzig – Theodor Thorer, Unternehmer, Begründer der Rauchwarengroßhandlung Thorer
- 18. September 1832; † 22. April 1909 in Görlitz – Erwin Lüders, Ingenieur und Mitglied des Deutschen Reichstags
- 22. September 1835; † 1. Juni 1916 in Dresden – Rudolf Heyn, Architekt und Hochschullehrer, Rektor der Technischen Hochschule Dresden
- 29. Mai 1837; † 29. November 1897 in Breslau – Reinhold Succo, Organist, Kantor und Komponist
- 2. März 1843; † 7. August 1922 in Breslau – Richard Foerster, Klassischer Philologe, Archäologe und Kunsthistoriker
- 22. August 1848; † 14. Januar 1922 in Belgrad – Pavle Jurišić Šturm (eigentlich Paulus Eugen Sturm), Generalfeldmarschall im Königreich Serbien
- 21. Juni 1850; † 30. April 1910 in Görlitz – Wilhelm Klingenberg, Architekt
- 31. Juli 1855; † 11. August 1943 in Lübeck – Wilhelm Ohnesorge, Lehrer und Forscher
- 18. Mai 1856; † 25. April 1908 in Bad Arolsen – Leo von Lützow preußischer Landrat und Landesdirektor im Fürstentum Waldeck-Pyrmont
- 22. August 1856; † 15. Oktober 1936 in Mehlem (heute Ortsteil von Bonn) – Karl Friedrich Küstner, Astronom
- 8. Juli 1857; † 29. Juni 1940 in Hannover – Bruno Krusch, Historiker und Archivar
- 6. Dezember 1857; † 9. Februar 1945 in Berlin – Alfred Ludwig Wieruszowski, Jurist jüdischer Herkunft, Senatspräsident am Oberlandesgericht Köln sowie Professor an der Universität zu Köln
- 5. März 1858; † 7. April 1920 in Leipzig – Paul Thorer, Unternehmer und Verbandsfunktionär der Rauchwarenindustrie
- 25. November 1858; † 15. Dezember 1926 in Baltimore – Paul Haupt, deutsch-amerikanischer Assyriologe und Bibelforscher
- 18. Juli 1859; † 30. Dezember 1930 in Görlitz – Friedrich Paul Gerhard Röhr, Architekt
- 9. September 1864; † 5. Juni 1913 in Heidelberg – Georg Paul Max Dittrich, Chemiker und Hochschullehrer
- 10. Januar 1867; † 1. Juli 1941 in Markkleeberg – Paul Rehme, Jurist und Hochschullehrer
- 8. März 1869; † 3. Mai 1939 in Berlin – Paul Krusch, Geologe
- 23. Juni 1869; † 1942 in Lund/Schweden – Albert Blau, Facharzt für Hals-, Nasen- und Ohrenerkrankungen
- 2. Dezember 1869; † 12. Januar 1947 in Birmingham/England – Jonas Cohn, Philosoph und Pädagoge
- 7. Dezember 1871; † 4. Oktober 1914 bei Courcelles-le-Comte/Frankreich – Kurt von Hertzberg, Jurist, Landrat im Kreis Ohlau, Offizier
- 6. Juli 1872; † 2. April 1932 in Görlitz – Georg Foertsch, Verleger, Chefredakteur und Publizist
- 2. Oktober 1873; † 20. September 1958 in Johannisberg – Waldemar Hecker, Bildhauer, Hochschullehrer, Kabarettist, Filmregisseur und -produzent
- 16. Mai 1874; † 20. Januar 1941 in  Göttingen – Max Reich, Physiker
- 2. Dezember 1874; † 14. Februar 1940 in Essen – Edmund Körner, Architekt
- 3. September 1875; † nach 1926 – Elisabeth Meyhöfer, Porträtmalerin und Grafikerin
- 12. Oktober 1876; † 14. Januar 1960 in Göttingen – Georg Schneider, Bibliothekar
- 21. Dezember 1876; † 3. Dezember 1942 im KZ Sachsenhausen – Fritz Lamm, Jurist
- 26. Juli 1879; † 13. August 1945 in Görlitz – Alfred Fehler, Oberbürgermeister
- 9. August 1879; † 4. Februar 1946 in Berlin – Erich Flatau, Kommunalpolitiker und Gewerkschafter
- 4. Oktober 1879; † 26. April 1939 in Bochum – Paul Perks, Künstler
- 12. November 1879; 26. Juni 1970 in München – Wilhelm Schubert, Offizier
- 19. April 1880; † 30. Juni 1946 in Dresden – Siegfried Berndt, Grafiker und Maler
- 14. Mai 1880; † 28. November 1944 in Freiburg im Breisgau – Elsbeth Ebertin, Astrologin, Graphologin und Schriftstellerin
- 1. Januar 1881; † 24. Dezember 1945 in Karlsruhe – Arnold Ruge, Hochschullehrer für Philosophie, völkischer Nationalist und Antisemit
- 15. August 1881; † 26. August 1956 in Illinois – Alfred Wagenknecht, US-amerikanischer Politiker, Mitbegründer der CPUSA
- 9. September 1881; † 20. Januar 1972 in Görlitz – Edmund Bautz, Maler
- 30. Januar 1883; † 11. Juni 1933 in Wien – Hildegard Burjan, österreichische Sozialpolitikerin und die Ordensgründerin der Schwesterngemeinschaft Caritas Socialis
- 11. April 1883; † 8. Januar  1956 in Berlin – Walter Werner, Film- und Theaterschauspieler
- 14. Juni 1885; † 11. Juli 1969 in Soest – Friedrich Siegmund-Schultze, evangelischer Theologe, Pionier der Friedensbewegung
- 28. November 1885; † 6. September 1950 in Erfurt – Marie Elise Kayser, Begründerin der Frauenmilchsammelstellen
- 13. April 1887; † 14. Januar 1949 in Stuttgart – Georg Elsner, sächsischer Minister für Arbeit und Wohlfahrt
- 6. Februar 1889; † 7. Januar 1960 in Berlin – Hans Bellée, Archivar und Historiker
- 16. Februar 1890; † 21. Mai 1942 in Berlin-Plötzensee – Kurt Steffelbauer, Gewerkschafter, Widerstandskämpfer gegen den Nationalsozialismus
- 2. Oktober 1893; † 4. Februar 1972 in Düsseldorf – Walther Düvert, Generalleutnant im Zweiten Weltkrieg
- 26. März 1894; † 16. Juni 1969 in Dresden – Arthur Ullrich, Reichstagsabgeordneter und Antifaschist
- 16. Oktober 1895; † 11. Oktober 1959 in Görlitz – Willy Schmidt, expressionistischer Maler
- 1. Januar 1897; † nach 1940 – Gerhard Bode, Jurist und Polizeibeamter
- 7. Januar 1897; † 1. Mai 1960 in Bühl (Baden) – Ewald Hoinkis, Fotograf
- 19. Juni 1898; † 14. Oktober 1956 in Bonn – Benno von Arent, Architekt und in der Zeit des Nationalsozialismus Reichsbühnenbildner
- 3. Oktober 1898; † 7. März 1955 in Berlin – Richard Nicolas, Drehbuchautor und Regisseur
- 28. Juli 1899; † 7. August 1980 in Wolfsburg – Kurt Eimann, SS-Obersturmbannführer und Kriegsverbrecher
- 22. März 1900; † 15. Juni 1970 in Berlin – Arthur Pohl, Bühnenbildner, Regisseur und Drehbuchautor
- 17. August 1900; † 24. April 1974 in Braunschweig – Arno Keil, Schauspieler und Regisseur

### 20. Jahrhundert

#### 1901 bis 1920

Werner Finck

- 7. Januar 1901, † Oktober 1965 in Nancy, Frankreich – Horst Jecht, Volkswirt und Finanzwissenschaftler
- 9. Januar 1901; gest. 28. März 1947 in Bern, Schweiz – Ilse Salberg, Fotografin, Kunstmäzenatin und Unternehmerin
- 24. Januar 1902; † 26. Juli 1977 in Princeton, USA – Oskar Morgenstern, österreichischer Wirtschaftswissenschaftler
- 2. Mai 1902; † 31. Juli 1978 in München – Werner Finck, Kabarettist, Schauspieler und Schriftsteller
- 5. Mai 1902; † 21. Oktober 1989 in West-Berlin – Carl-Albert Maria Brüll, Rechtsanwalt
- 25. September 1902; † 18. November 1962 in Berlin – Werner Gründer, Bergingenieur und Hochschullehrer
- 31. Juli 1903; † 1. Februar 1944 in Warschau – Albrecht Eitner, Rechtsanwalt und Notar, Abwehr-Offizier
- 23. Mai 1904; † 19. April 1964 in Freiburg im Breisgau – Heinz Loßnitzer, Meteorologe
- 7. August 1905; † 8. Oktober 1982 – Karl Würzburg, Widerstandskämpfer und Ehrenbürger
- 8. Oktober 1905; † Februar 1990 – Günther Bornkamm, Theologe (Neutestamentler)
- 30. Oktober 1905; † 4. Juli 2002 in Schwarzach am Main – Lore Friedrich-Gronau, Bildhauerin und Illustratorin
- 7. Februar 1907; † 16. Februar 1996 – Willy Gumprecht, Photograph
- 24. September 1907; † 25. Dezember 1954 in Solbad Hall – Alois Kosch, Arzt, Botaniker und Buchautor
- 6. Februar 1908; † 15. Juli 1980 in München – Georg Hurdalek, Drehbuchautor und Filmregisseur
- 13. Oktober 1908; † 27. Dezember 1980 in Hamburg – Fritz Schröder-Jahn, Hörspielregisseur, Schauspieler und Sprecher
- 6. Januar 1909; † 14. Februar 1996 in Wiesbaden – Martin Jente, Journalist, Schauspieler und Fernsehproduzent
- 21. Januar 1910;  † 18. Juni 1980 – Jochen Blume, auch Jack Blum, Schauspieler, Hörspiel- und Synchronsprecher
- 8. Mai 1910; † 3. Juni 2004 in Jerusalem – Else Levi-Mühsam, Tochter von Paul Mühsam, Leiterin der Dr.-Erich-Bloch-und-Lebenheim-Bibliothek (Judaica) der Israelitischen Kultusgemeinde Konstanz
- 16. Mai 1910; † 28. Februar 1987 in Bonn – Walter Heck, Marineoffizier, Flottillenadmiral der Bundeswehr
- 20. Mai 1910; † 28. Januar 2002 in Heidelberg – Herbert Hirche, Architekt, Möbel- und Produktdesigner
- 10. September 1910; † 8. November 1961 in Frankfurt am Main – Rudolf Müller, Politiker, Mitglied des Berliner Abgeordnetenhauses
- 22. Oktober 1910; † 24. März 1965 in West-Berlin – Ulrich Neuhaus, Agrarwissenschaftler und Hochschullehrer
- 11. April 1911; † 25. Mai 1988 in Ulm  –  Georg  Nawroth, Maler, Grafiker und Plastiker.
- 10. Oktober 1911; † 17. November 2006 in Mainz – Otto Mühl, Richter am Bundesverwaltungsgericht und Hochschullehrer
- 11. März 1912; † 5. Januar 1984 in Bonn – Hanns-Gero von Lindeiner genannt von Wildau, Forstmann, Jäger, Diplomat und Politiker
- 21. September 1912; † 7. Dezember 1992 in Teltow – Herbert Hoffmann, Politiker, Abgeordneter des Thüringer Landtages und der Volkskammer der DDR
- 2. November 1912; † 22. Mai 2010 in Vechta – Edgar Nawroth, Dominikaner und Sozialethiker
- 25. August 1913; † 25. August 1990 in Berlin – Horst Kirchner, prähistorischer Archäologe
- 17. September 1913; † 6. Februar 1995 in Wien – Mira Lobe, österreichische Kinderbuchautorin
- 21. September 1913: † 12. März 1985 in Weißenburg in Bayern – Horst Lenz, Wirtschaftsprüfer und Oberbürgermeister der Stadt Weißenburg
- 14. Dezember 1913; † 8. April 1993 in Berlin – Fritz Bernhard, Physiker
- 18. November 1914, † 1997 in Bonn – Siegfried Schulz, Generalleutnant der Bundeswehr
- 25. Februar 1916; † 23. April 1997 – Günter Hain, Maler, Zeichner und Illustrator
- 17. April 1917; † 25. März 2002 in Zempin auf Usedom – Kurt Heinz Sieger, Maler und Grafiker
- 6. September 1917; † 17. November 2001 in Dresden – Norbert Elsner, Ingenieur und Professor für Energiewirtschaft
- 15. April 1919; † 7. Januar 2003 in Esslingen am Neckar – Sebastian von Hoerner, Astrophysiker und Radioastronom
- 19. August 1920; † 6. Januar 1982 in Berlin-Pankow – Siegfried Seibt, Schauspieler und Synchronsprecher

#### 1921 bis 1940
- 16. August 1921; † 4. Dezember 2010 in Berlin – Christa Cremer, Malerin, Grafikerin, Bildhauerin und Keramikerin
- 10. Juni 1922 – Annemarie Hahn, Autorin und Kunsthistorikerin, geboren als Annemarie Holz
- 9. September 1922; † 7. März 2017 in Seattle – Hans Georg Dehmelt, Physiker und Nobelpreisträger
- 22. Februar 1923; † 8. April 2009 in Greifswald – Günter Möbus, Geologe
- 5. März 1923; † 13. Juli 2022 in Greifswald – Hans Georg Thümmel, evangelischer Theologe und Kirchenhistoriker
- 23. April 1923; † 3. Februar 2006 in Bad Oeynhausen – Reinhart Koselleck, Historiker
- 2. Juni 1923; † 1. August 2003 – Peter Hirche, Schriftsteller und Hörspielautor
- 1925; † 26. Juni 2017 – Karl-Wilhelm Wedel, Admiralarzt
- 28. April 1926; † 16. September 2016 – Ilse-Maria Krause, Textilgestalterin
- 22. Juni 1926; † 24. Oktober 2021 in Ostfildern – Werner Sonntag, Journalist, Laufpionier und Buchautor
- 20. August 1926 † 1995 in Rostock – Gerhard Grümmer, Biologe, Schriftsteller und Herausgeber
- 6. Oktober 1926; † 4. Januar 2001 in Madeira – Erika Wisselinck, feministische Journalistin und Publizistin
- 8. Juli 1927; † 2. Mai 2008 in Hannover – Alexander May, Schauspieler, Drehbuchautor, Regisseur und Produzent
- 12. August 1927; † 15. März 1994 in Berlin – Werner Liebich, Bibliothekar
- 15. Oktober 1927; † 9. August 2016 in Ravensburg – Wolfgang Marcus, Hochschullehrer und Politiker
- 25. Januar 1929; † 2. Oktober 2018 in Mannheim – Jochen Brauer, Jazz- und Unterhaltungsmusiker
- 7. Februar 1929 – Günter Kootz, Pianist und Hochschullehrer
- 15. Mai 1929; † 11. November 2008 in Berlin – Dieter Schubert, Schriftsteller
- 13. Juni 1929; † 29. August 2019 – Gero Gandert, Filmwissenschaftler
- 21. November 1929; † 16. Januar 2023 Dettmar Cramer, Journalist und Intendant des Deutschlandfunks
- 10. Januar 1930; † 28. April 2021 – Heinzjoachim Franeck, Bauingenieur
- 15. Februar 1930; † 8. Januar 2019 – Georg Zur, katholischer Erzbischof und Apostolischer Nuntius in Österreich
- 25. April 1931; † 17. Januar 2018 in Görlitz – Peter Schicketanz, evangelischer Theologe
- 18. Februar 1935; † 21. November 2024 – Siegfried Kuntsche, Historiker und Archivar
- 17. März 1936; † 21. Dezember 2011 in Berlin – Jürgen Hentsch, Schauspieler
- 9. Februar 1937 – Eva Berthold, Schauspielerin, Hörspiel- und Synchronsprecherin, Sachbuchautorin und Dokumentarfilmerin
- 24. Januar 1938 – Dieter Hartmann, Leichtathlet
- 23. September 1938; † 19. Juli 2023 – Doris Herrmann, Politikerin
- 31. Dezember 1938 – Robert B. Heimann, Mineraloge und Materialwissenschaftler
- 23. Oktober 1939 – Klaus Bittner, Ruderer
- 12. November 1939 in Biesnitz – Peter Hohberger, Bildhauer
- 16. Dezember 1939; † 15. März 1985  – Gottfried Löffler, Keramiker
- 1940 – Klaus Schenkel, Fechter und -trainer, Diplom-Sportlehrer
- 29. April 1940 – Christian Möller, evangelischer Theologe und Hochschullehrer
- 29. Oktober 1940 – Rolf Karbaum, Oberbürgermeister a. D. der Stadt
- 3. November 1940 – Reinhard Walter, Tonmeister, Jazz-Pianist und Komponist

#### 1941 bis 1960

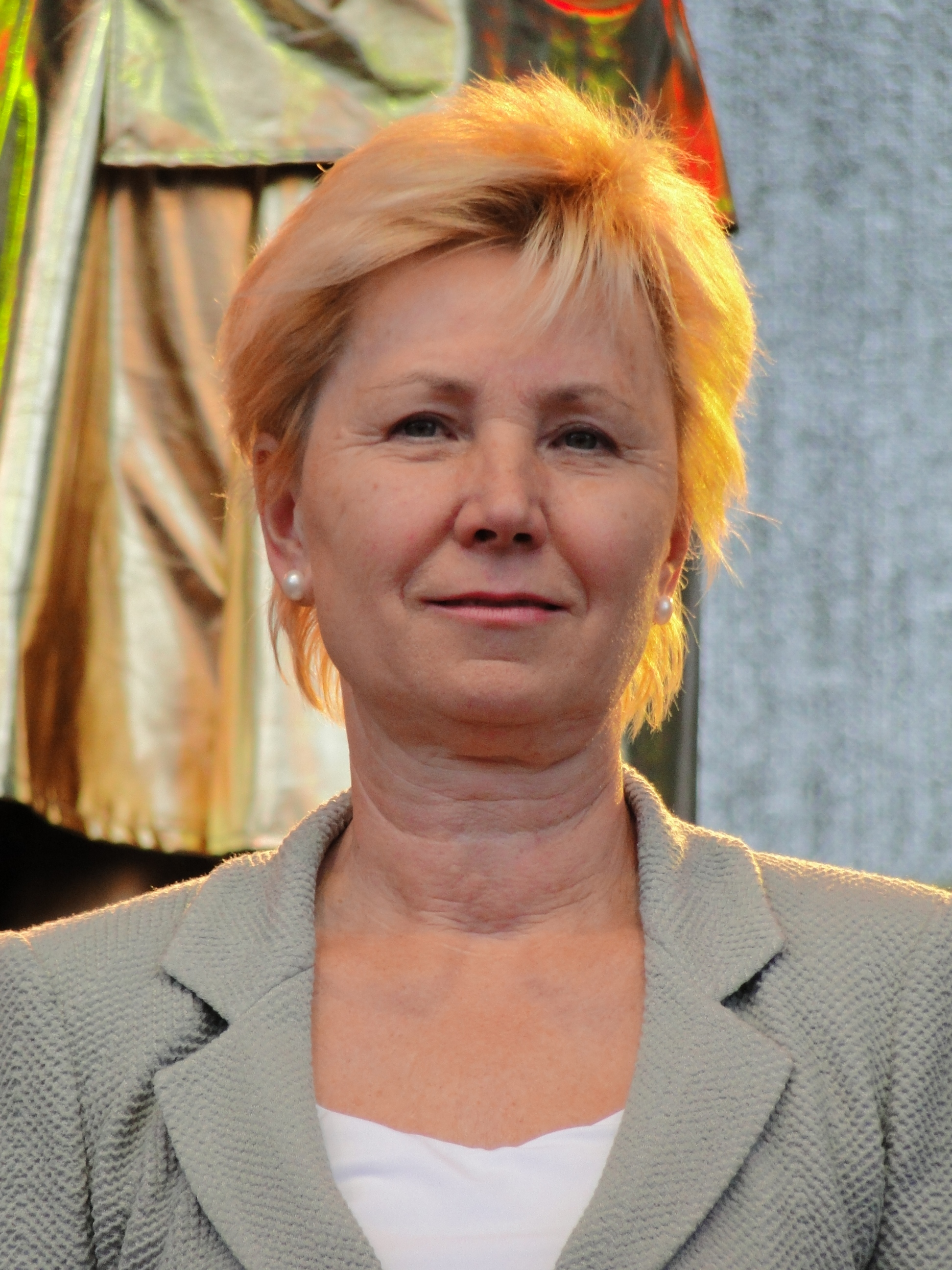
Helma Orosz

- 1941 – Gotthart A. Eichhorn, Fotograf, Fotodesigner und Autor
- 1. März 1941 – Friedhart Vogel, evangelischer Geistlicher, Superintendent
- 17. Januar 1942; † 1974 – Peter Glomp, Maler und Grafiker
- 1942 – Hans-Jürgen Kaesler, Jurist und Politiker
- 14. November 1942; † 4. Juli 2014 – Hanna von Hoerner, Astrophysikerin und Unternehmerin
- 1943 – Christa-Louise Riedel, Künstlerin
- 10. Januar 1943 – Friederike Aust, Schauspielerin und Synchronsprecherin
- 2. März 1943; † 7. Dezember 2019 – Wolfgang Winkler, Schauspieler
- 29. März 1943; † 2. August 2017 – Nikolaus Müller-Lantzsch, Virologe und Hochschulprofessor
- 30. März 1943 – Gert Schmidt, Soziologe und Hochschullehrer
- 22. Juni 1943 – Maria Nordman, Plastikerin und Konzeptkünstlerin
- 6. November 1943 – Eberhard Knobloch, Wissenschaftshistoriker
- 21. November 1943 – Ulrich Strunz, Internist, Buchautor und Triathlet
- 1944 – Harald Herrmann, Rechtswissenschaftler und Hochschullehrer
- 1944 – Wolfgang Siegfried Herrmann, Psycholinguist und Hochschullehrer
- 1944 – Wolfgang Jöhling, Übersetzer, Publizist und Lyriker
- 21. März 1944; † 2. November 2024 – Heidemarie Schneider, Schauspielerin
- 26. Juli 1944; † 14. Mai 2016 in Gilching – Frank Büttner, Kunsthistoriker
- 11. August 1944 – Wolf-Ruthart Born – Diplomat, Botschafter und Staatssekretär des Auswärtigen Amtes
- 18. August 1944 – Hans-Günter Hänsel, Fußballfunktionär
- 9. Oktober 1944 – Gunther Scholz, Regisseur und Autor
- 3. Juni 1945 – Klaus-Günther Voigtmann, Politiker (AfD) und Mitglied des Landtags von Baden-Württemberg
- 13. Oktober 1946 – Christian Schulze, Bildhauer und Restaurator
- 21. April 1947; † 22. Mai 2022 in Deutsch Evern – Ronny Kabus, Historiker
- 24. Dezember 1947 – Christian Müller, Politiker, Abgeordneter des Deutschen Bundestages
- 19. Juni 1949; † 5. Juni 2014 – Axel Vater, Maler, Grafiker und Objektkünstler
- 20. Juni 1949 – Evelyn Schmidt, Filmregisseurin
- 8. November 1949 – Axel Noack, evangelischer Theologe und Bischof
- 25. Januar 1951; † 19. Januar 2022 in Dresden – Hans-Jürgen „Dixie“ Dörner, Fußballspieler und -trainer
- 6. August 1951 – Volker Bandmann, Politiker (CDU) und Mitglied des Sächsischen Landtags
- 14. Oktober 1951 – Udo Nagel, Politiker
- 15. Januar 1952 – Sylvia Kabus, Regisseurin, Autorin und Journalistin
- 3. November 1952 – Joachim Kaps, Vater von Susanne Kaps, Schauspieler und Synchronsprecher
- 11. Mai 1953 – Helma Orosz, Politikerin (CDU) und Oberbürgermeisterin von Dresden
- 14. November 1953 – Walter Thomas Heyn, Gitarrist, Komponist und Musikproduzent
- 1955 – Eberhard Kittler, Motorjournalist und Automobilhistoriker
- 12. Januar 1955; † 15. Juni 2016 – Irene Müller, Politikerin, Abgeordnete im Landtag von Mecklenburg-Vorpommern
- 28. Februar 1955; † 16. Januar 2005 – Gudrun Wegner, Schwimmerin
- 1. März 1955 – Klaus-Peter Schwarz, Philosoph und Dichter
- 2. Mai 1956 – Bernd Lange, Politiker (CDU) und Landrat des Landkreises Görlitz
- 12. Juni 1957; † 12. April 1981 in Gera – Matthias Domaschk, Vertreter der Bürgerrechtsbewegung der DDR und Stasiopfer
- 1958 – Michaela Lindner, geboren als Norbert Lindner, Politikerin, Bürgermeisterin von Quellendorf
- 1. Dezember 1957; † 22. April 2023 – Christian Schmidt, Theater- und Opernregisseur, Intendant
- 27. Januar 1958 – Jethro D. Gründer, Schauspieler, Autor, Regisseur und Horseman
- 24. März 1958 – Joachim Paulick, Kommunalpolitiker und Oberbürgermeister
- 17. Juni 1959 – Ulrike Richter, Schwimmerin
- 18. Juli 1959 – Stephan Loge, Politiker und Landrat des Landkreises Dahme-Spreewald

#### 1961 bis 1980

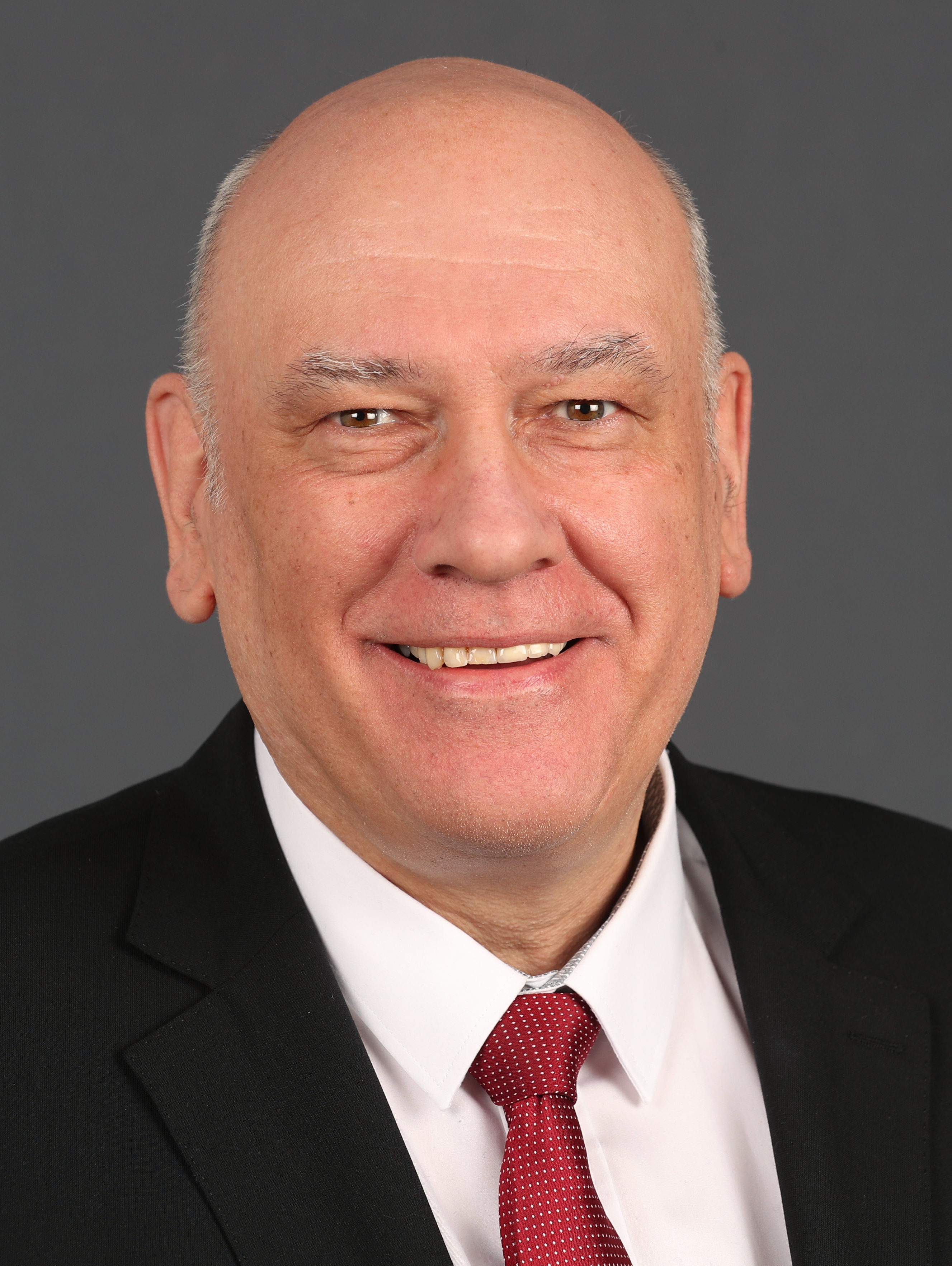
Thomas Jurk

- 24. Februar 1961 – Juana-Maria von Jascheroff, Schauspielerin
- 18. August 1961 – Thomas R. Elßner, katholischer Theologe
- 23. September 1961 – Axel Noack, Leichtathlet und Olympiateilnehmer
- 1962 – Holger Gumprecht, Publizist
- 19. Juni 1962 – Thomas Jurk, Politiker (SPD)
- 28. Juli 1962 – Torsten Gütschow, Fußballspieler und -trainer
- 29. Juli 1962 – Gerd Seifert, Fußballspieler
- 11. März 1963 – Olaf Raschke, Lokalpolitiker (parteilos), seit 2004 Oberbürgermeister von Meißen
- 1964 – Frank Nitsche, Künstler
- 1964 – Sven Hüber, Politoffizier der Grenztruppen der DDR und Vorsitzender des Hauptpersonalrates der Bundespolizei
- 1966 – Torsten Hofmann, Opernsänger
- 1966 – Daniel Sambo-Richter, Künstler
- 7. Januar 1966 – Heiko Scholz, Fußballspieler und -trainer
- 1967 – Hajo Exner, Politiker (AfD)
- 10. Oktober 1967 – Thomas Ritter, Fußballspieler
- 25. Januar 1967 – Stephan Winkler, Komponist und Dirigent
- 31. Januar 1968 – André Bauer, Musicaldarsteller und Theaterschauspieler
- 24. März 1968 – Tobias Moser, Biomediziner und Leibnizpreisträger
- 1969 – Markus Draper, Künstler
- 4. März 1969 – Matthias Kahle, Rallyefahrer
- 16. Mai 1969 – Veit Lindau, Coach, Autor und Unternehmer
- 25. August 1969 – Enrico Poitschke, Radrennfahrer
- 6. Dezember 1972 – Holger Szymanski, Politiker (NPD) und ehemaliges MdL des Landtags Sachsen
- 5. März 1974 – Jens Jeremies, Fußballspieler
- 7. März 1974 – Mirko Schultze, Politiker (Die Linke), Abgeordneter im Sächsischen Landtag
- 12. September 1974 – Stephan Rauhut, CDU-Politiker, Kaufmann und Unternehmer
- 21. November 1974 – André Schulze, Radrennfahrer
- 1975 – Malte Mienert, Psychologe, Professor und Autor
- 1975 – Daniel Scholz, Schauspieler
- 7. Mai 1975 – Michael Kretschmer, Politiker (CDU), MdB, Ministerpräsident Sachsens
- 26. September 1976 – Michael Ballack, Fußballspieler
- 22. Mai 1977 – Torsten Nitsche, Radrennfahrer
- 4. November 1977 – Toma Moon (Thomas Barth), Musikproduzent, Komponist und Musiker
- 11. Juni 1978 – Markus Franke, Ministerialbeamter
- 1979 – Stefan Kießling, Konzertorganist
- 1979 – Anke Langner, Erziehungswissenschaftlerin
- 7. Februar 1980 – Simon Beeck, Hörfunk- und Fernsehmoderator
- 19. August 1980 – Thomas Richter, Fußballtorwart

#### 1981 bis 2000
- 21. Februar 1982 – Robert Kampka, Fußballschiedsrichter
- 25. Februar 1982 – Lars Kaufmann, Handballspieler
- 28. November 1982 – Sebastian Wippel, Polizeikommissar und Politiker (AfD)
- 1985 – Agnes Rosner, Psychologin und Hochschullehrerin
- 1986 – Ludwig Scheetz, Politiker (SPD)
- 1987 – Bettina Lieder, Schauspielerin und Hörspielsprecherin
- 25. Dezember 1988 – Felix Bräuer, deutsch-sorbischer Kirchenmusiker, Organist und Komponist
- 13. Mai 1989 – Julia Rohde, Gewichtheberin
- 28. September 1989 – Marcus Groß, Kanute
- 1990 – August Klar, Kabarettist und Poetry-Slammer
- 22. Februar 1998 – Maximilian Adam, Eishockeyspieler
- 1. März 2000 – Paul Horschig, Fußballspieler
- 19. Juni 2000 – Leo Neugebauer, Leichtathlet

## Persönlichkeiten, die mit der Stadt in Verbindung stehen
Übersicht von Personen, die in Görlitz gelebt und gewirkt haben oder anderweitig mit der Stadt in Verbindung stehen, jedoch nicht hier geboren sind. Die Personen sind chronologisch nach dem Geburtsjahr aufgelistet.

### Bis 1800

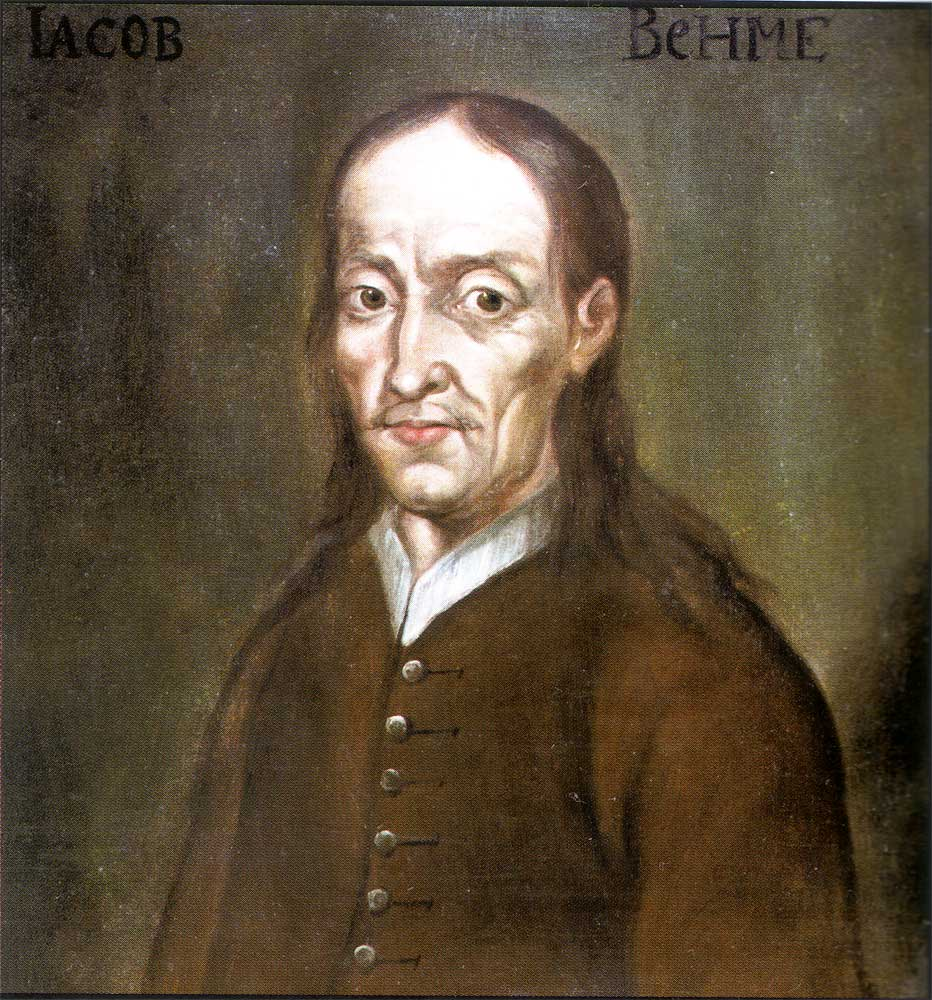
Jakob Böhme

- Heilige Hedwig von Andechs (auch: Hedwig von Schlesien, polnisch: Jadwiga Śląska; 1174–1243), Herzogin von Schlesien und Schutzpatronin der Stadt Görlitz
- Johann von Görlitz (1370–1396), einziger Herzog von Görlitz
- Johannes Bereit (* ≈1400 in Jüterbog; † 1472 in Görlitz), Görlitzer Stadtschreiber
- Georg Emmerich (1422–1507), Kaufmann, Bürgermeister
- Conrad Pflüger (≈1450–1506/07), Architekt und Baumeister der Spätgotik, Stadtbaumeister zu Görlitz
- Johannes Frauenburg (1430–1495), Stadtschreiber und späterer Bürgermeister
- Agnes Finger oder Agnete Fingerin († ≈1514), Pilgerreisende und bedeutende Frau der mittelalterlichen Görlitzer Geschichte
- Wendel Roskopf der Ältere (1480–1549), Ratsmitglied, Ratsbaumeister, Steinmetz und Erbauer des Schönhofes
- Jakob Böhme (1575–1624), Mystiker, Philosoph und christlicher Theosoph
- Andreas Gryphius (1616–1664), Dichter und Dramatiker des Barock; besuchte in Görlitz die Schule
- Ehrenfried Walther von Tschirnhaus (1651–1708), Naturforscher zu Beginn der Aufklärung
- Christian Ludwig Boxberg (1670–1729), Komponist und Organist, ab 1702 an der Pfarrkirche St. Peter und Paul in Görlitz.
- Christian Nicolaus Naumann (1720–1797), Dichter der Anakreontik, der Aufklärung und des frühen Sturm und Drang
- Johann Adam Hiller (1728–1804), Komponist, Musikschriftsteller und Kapellmeister
- Jan Henryk Dąbrowski (1755–1818), polnischer General und Nationalheld; war vier Jahre in Görlitz stationiert
- Hans Karl von Winterfeldt (1707–1757), preußischer General und Feldherr, s. auch Winterfeldt Kaserne in Görlitz
- Friedrich Gottlieb Heinrich Fielitz der Jüngere (1774–1813), Stadtphysicus und Herausgeber der „Vaterländischen Monatsschrift zunächst für beide Lausitzen, auf das Jahr 1813“
- Karl Gottlieb Anton (1778–1861), Altphilologe
- Minna Herzlieb (1789–1865), Muse Goethes und Herders; in der Psychischen Anstalt an der Kahlbaumallee verstorben

### 19. Jahrhundert

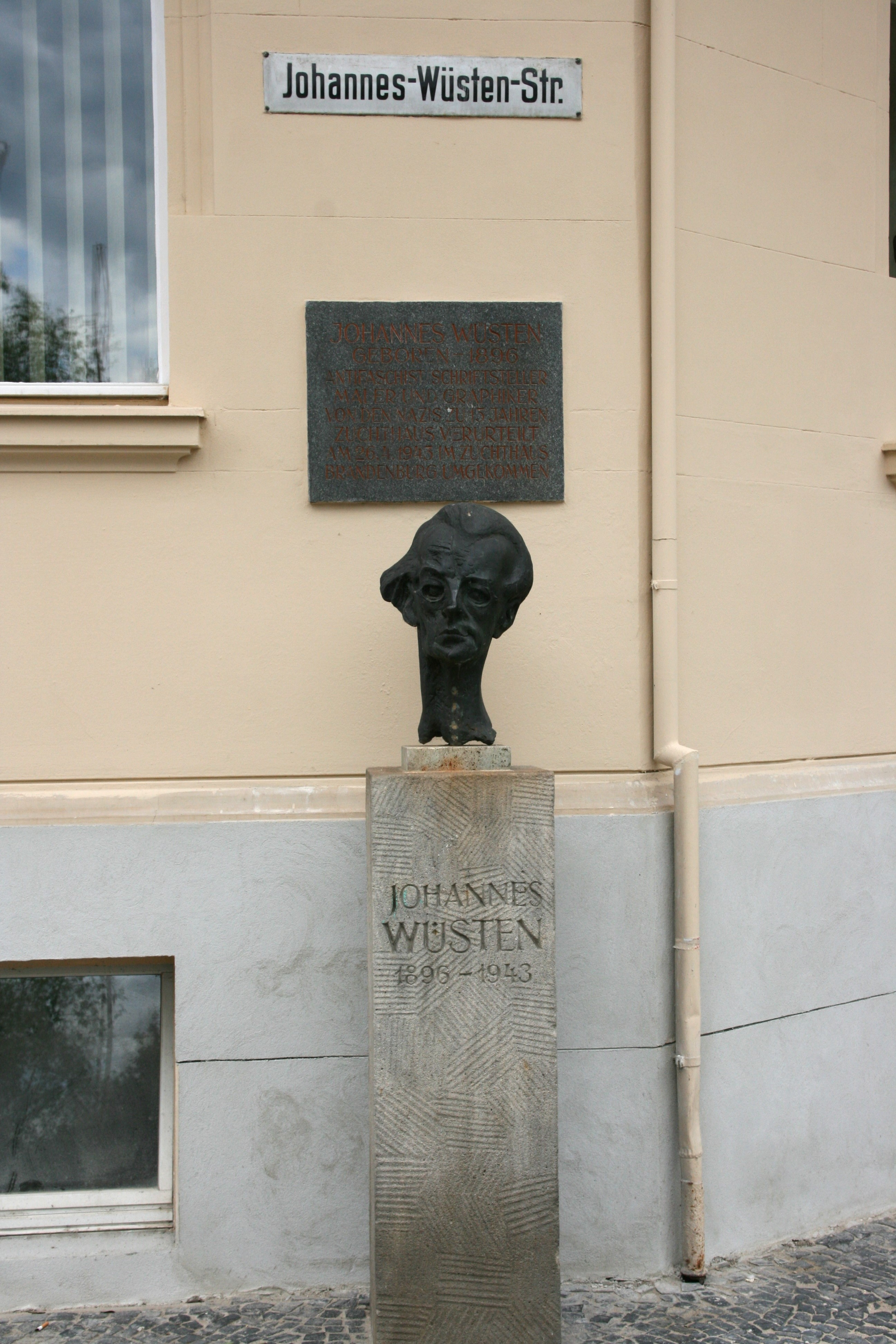
Büste von Johannes Wüsten an der Dr. Kahlbaum-Allee Ecke Johannes-Wüsten-Straße

- Johann Christoph Lüders (1803–1872), Industrieller, Industriepionier und Kommunalpolitiker; Begründer des Waggonbaus in Görlitz
- Ludwig Ferdinand Wilhelmy (1812–1864), Wissenschaftler und Begründer der Farbglaswerke Schuster & Wilhelmy in Görlitz
- Karl Ludwig Kahlbaum (1828–1899), Psychiater; Gründer der Heilanstalt für Epileptische am Obermühlberg
- Theodor Schuchardt (1829–1892), Unternehmer, Pharmazeut, Botaniker und Mineralienhändler
- Paul von Gersdorf (1835–1915), katholisch-apostolischer Gemeindebischof (Engel)
- Maria Albrecht (1850–1923), Schriftstellerin
- Robert Koldewey (1855–1925), Architekt, Archäologe und Begründer der modernen historischen Bauforschung; Lehrer an der Baugewerbeschule in Görlitz
- Anton Hartmann (1860–1912), Schauspieler, Theaterdirektor; leitete von 1898 bis 1902 das Theater in Görlitz
- Otto Straßburg (1862–1941), Textilkaufmann; Erbauer der Straßburg-Passage
- Georg Friedrich Carl Rörig (1864–1941), Agrarwissenschaftler, Agrarzoologe und Pionier des Vogelschutzes
- Conrad Heese (1872–1945), Rechtsanwalt und Justizrat; sein Tagebuch über das Kriegsende 1945 wurde veröffentlicht
- Otto Mueller (1874–1930), Maler und Lithograf des Expressionismus; verbrachte seine Jugendjahre in Görlitz
- Paul Taubadel (1875–1937), Politiker (SPD) und Redakteur bei der Görlitzer Volkszeitung
- Erna von Dobschütz (1876–1963), Porträt-Malerin
- Emil Jannings (1884–1950), Schauspieler; wuchs unter anderem in Görlitz auf
- Otto Engelhardt-Kyffhäuser (1884–1965), nationalsozialistischer Maler und Kunsterzieher
- Walter Rhaue (1885–1959), Maler und kunsthandwerklicher Töpfer; lebte ab 1911 in Görlitz
- Dora Kolisch (1887–1962), Malerin
- Johannes Wüsten (1896–1943), kommunistischer Grafiker, Maler und  Schriftsteller
- Walter Deckwarth (1899–1967), Glasmaler und Maler
- Henry Kraft (1899–1979), Gartenarchitekt, bis 1967 Städtischer Gartenbaudirektor

### 20. Jahrhundert
- Theodor Wüsten (1906–1959), Keramiker und kunsthandwerklicher Schmuckgestalter

- Willi Schulz (1911–1955), Maler und Zeichner, lebte ab 1943 in Görlitz
- Arno Schmidt (1914–1979), Schriftsteller; besuchte in Görlitz die Schule
- Gerhard Hilbrecht (1915–1996), Deutscher Meister im Diskuswurf
- Georg Antosch (1924–1993), Theater- und Filmkritiker
- Alfred Schönfelder (1924–2020), Musikdirektor am Gerhart-Hauptmann-Theater von 1955 bis 1971
- Rudi Wünsche (1925–2015), Maler
- Karl-Heinz Völker (1926–2005), Maler und Grafiker
- Randy Braumann (1934–2020), Journalist; lebte seit 2008 bis zu seinem Tod in Görlitz
- Wolfgang Sieber (1934–2017), Wirtschaftsfunktionär und Politiker, stammte aus Görlitz
- Wolfgang Böhmer (1936–2025), Politiker (CDU), Mediziner und Ministerpräsident von Sachsen-Anhalt (2002 bis 2011); Oberarzt in der Görlitzer Frauenklinik
- Hubertus Zomack (1941–2019), römisch-katholischer Theologe und Generalvikar des Bistums Görlitz (1996 bis 2006, 2007 bis 2010 und 2011 bis 2012)
- Konrad Zdarsa (* 1944), römisch-katholischer Theologe und Bischof von Görlitz (2007 bis 2010)
- Hans-Joachim Ketelsen (* 1945), Opernsänger; wuchs in Görlitz auf
- Stefan Plenkers (1945–2024), Maler und Grafiker; verbrachte Kindheit und Schulzeit in Görlitz
- Hermann Goltz (1946–2010), Theologe und Ostkirchenkundler; wuchs in Görlitz auf und war Mitglied im Kuratorium der Evangelischen Kulturstiftung Görlitz
- Bernhard Kremser (* 1954), Bildhauer, Designer, Grafiker und Schauspieler; lebt in Görlitz
- Marius Winzeler (* 1970), Kunsthistoriker und Museumsdirektor, lebt in Görlitz und Dresden
- Kai Wenzel (* 1978), Kunsthistoriker, Kurator und Autor, lebt in Görlitz